# Michael Bray
Michael Bray est un militant anti-avortement américain et pasteur d'un mouvement luthérien fondamentaliste.
Il est considéré comme un terroriste par l'Institut National Memorial pour la prévention du terrorisme.

## Biographie
Ancien Midshipman de l'Académie navale d'Annapolis, il est marié depuis 1976 à Jayne Bray ; il a 11 enfants et habite depuis décembre 2003 à Wilmington, dans l'Ohio.
Membre de l'organisation anti-avortement Army of God, il a été condamné en 1985, avec deux autres personnes, pour avoir détruit sept cliniques d'avortement dans le Maryland, le Delaware, la Virginie et Washington DC.
Depuis, il est considéré comme « le père intellectuel de la frange extrémiste radicale du mouvement anti-avortement qui s'engage dans le terrorisme ».
Initialement condamné à dix ans de prison, il a accepté un plaidoyer de marchandage et a donc été emprisonné 46 mois, de 1985 à 1989.
En 1994, le FBI le soupçonne, avec d'autres figures anti-avortement, de développer « une conspiration qui s'efforce de parvenir à un changement politique ou social par des activités qui impliquent la force ou la violence », comme indiqué dans un message confidentiel envoyé aux 56 bureaux de terrain du FBI.

## Controverses
Michael Bray continue de s'exprimer en faveur des personnes qui tuent des médecins avorteurs, y compris Paul Jennings Hill et James Charles Kopp (en).
Bray a été interviewé par Richard Dawkins pour The Root of All Evil? dans un parc du Colorado où il affirme que l'homosexualité et l'adultère devraient être punis de mort.

## Ouvrage
Bray, Michael (1994), A TIME TO KILL : A Study Concerning the Use of Force and Abortion, Portland, Oregon: Advocates for Life Publications